# Смена-6

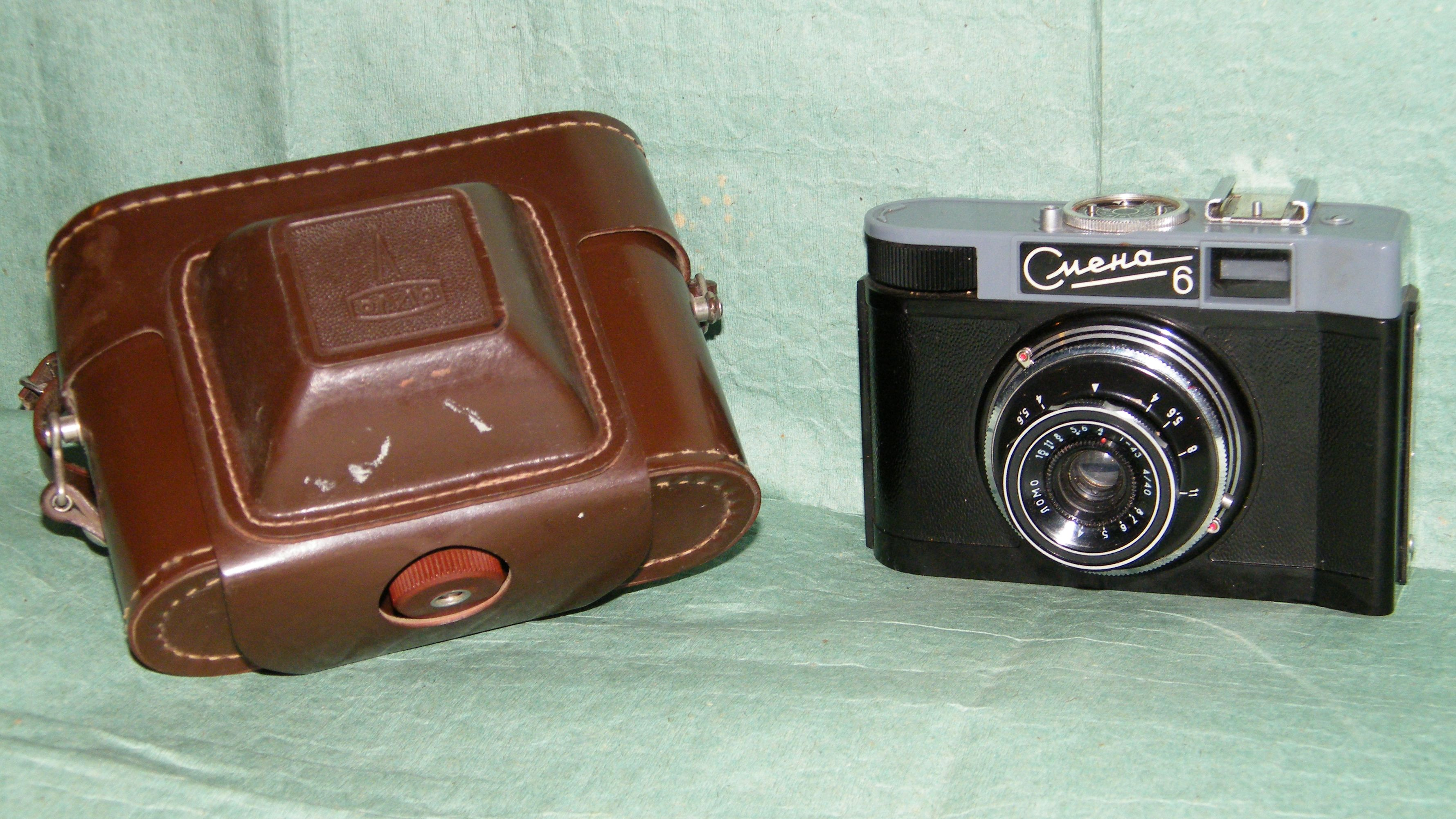
Фотоаппарат «Смена-6» и футляр

Сме́на-6 — шкальный советский фотоаппарат выпускавшийся объединением ЛОМО с 1961 по 1969 год.
Эта модель была выпущена в количестве 1 992 546 штук.
Параллельно выпускалась упрощённая (без автоспуска) модель «Смена-7».

## Технические характеристики
- Объектив — «Триплет» Т-43 4/40 (три линзы в трёх компонентах), несменный, просветлённый. Угол поля зрения объектива — 55°. Диафрагма ирисовая.
- Доступные значения диафрагмы — от f/4 до f/16.
- Фотографический затвор — центральный, залинзовый, отрабатываемые выдержки — 1/15, 1/30, 1/60, 1/125, 1/250 и «В». Имеется автоспуск. Взвод затвора не сблокирован с перемоткой плёнки.
- Тип применяемого фотоматериала — фотоплёнка типа 135 в кассетах. Размер кадра — 24×36 мм. Плёнка транспортируется из подающей кассеты в приёмную, обратная перемотка плёнки не предусмотрена.
- Корпус — пластмассовый, со съёмной задней стенкой.

## Внешний вид

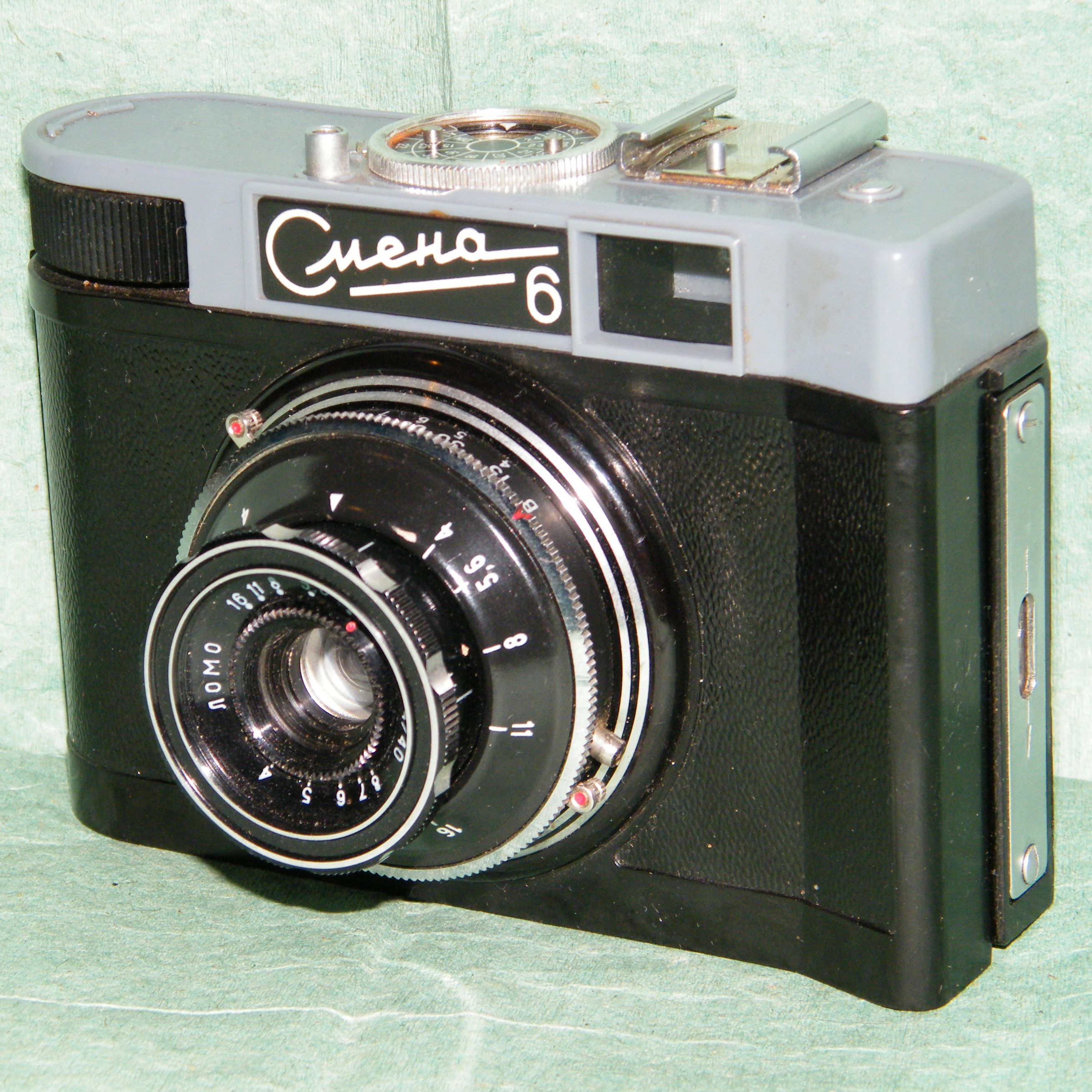
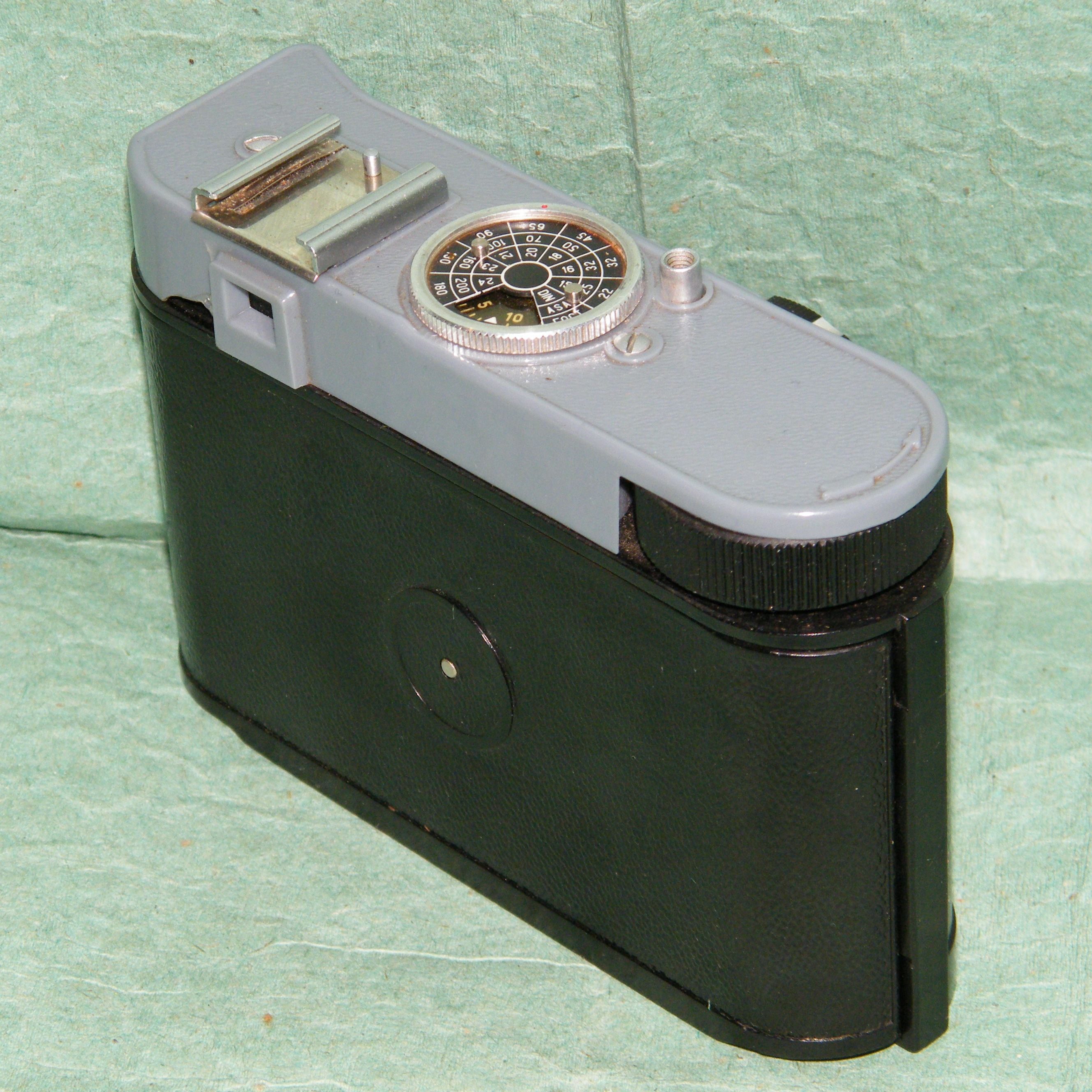
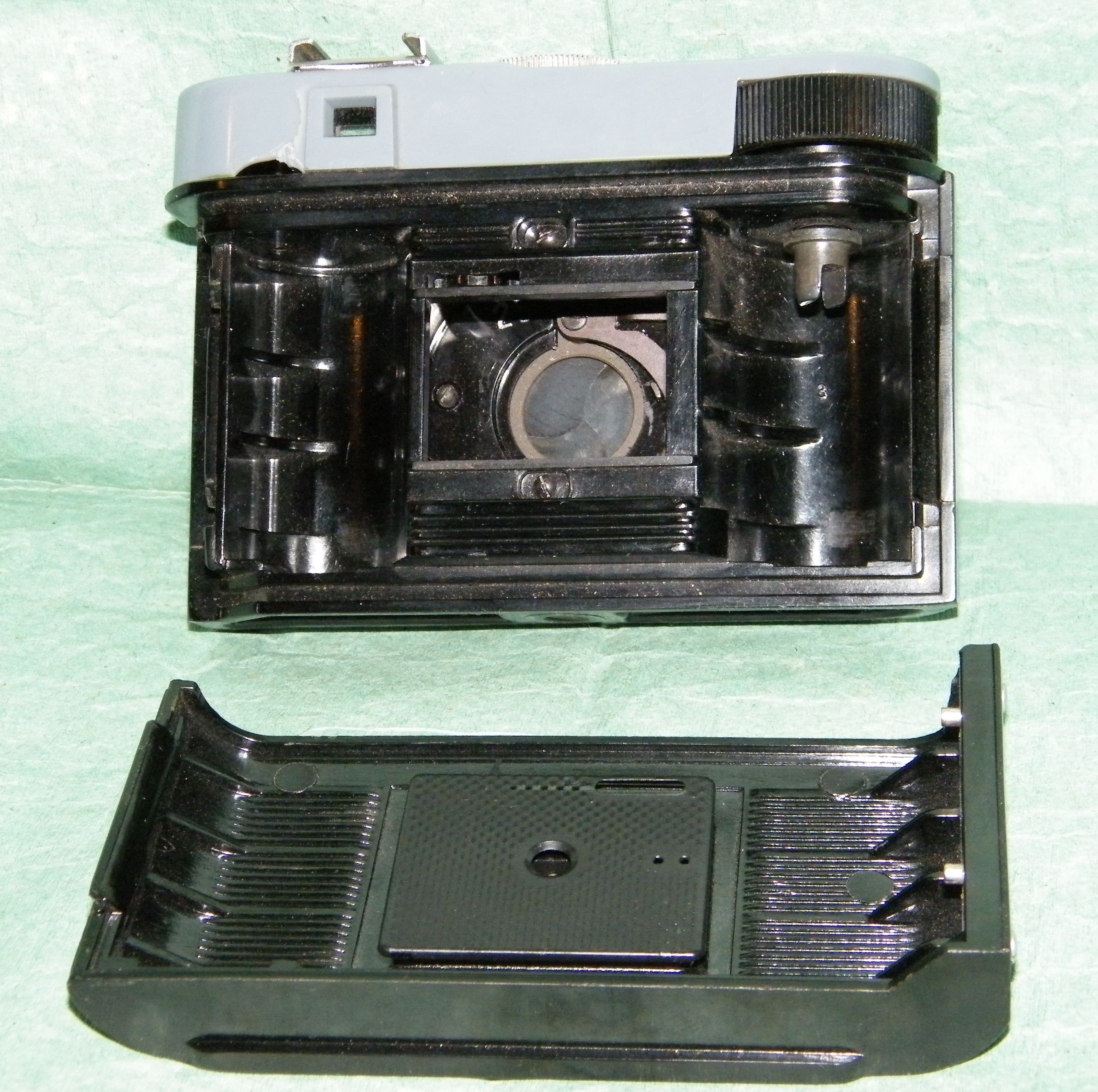